# Jorge Ambuila
Jorge Ambuila (Santander de Quilichao, 16 oktober 1961) is een voormalig profvoetballer uit Colombia. Hij speelde zijn gehele carrière als verdediger voor Deportivo Cali. Hij kon ook als verdedigende middenvelder uit de voeten.

## Interlandcarrière
Ambuila kwam in totaal vier keer (nul doelpunten) uit voor de nationale ploeg van Colombia in de periode 1985–1989. Onder leiding van bondscoach Gabriel Ochoa Uribe maakte hij zijn debuut op 27 oktober 1985 in de WK-kwalificatiewedstrijd (play-offs) tegen Paraguay in Asunción, net als Carlos Valderrama, Carlos Hoyos en Gabriel Jaime Gómez. Ambuila viel in die wedstrijd na 63 minuten in voor Miguel Prince.
| Interlands van Jorge Ambuila voor Colombia | Interlands van Jorge Ambuila voor Colombia | Interlands van Jorge Ambuila voor Colombia | Interlands van Jorge Ambuila voor Colombia | Interlands van Jorge Ambuila voor Colombia | Interlands van Jorge Ambuila voor Colombia |
| №                                          | Datum                                      | Wedstrijd                                  | Uitslag                                    | Competitie                                 | Goals                                      |
| Als speler van Deportivo Cali              | Als speler van Deportivo Cali              | Als speler van Deportivo Cali              | Als speler van Deportivo Cali              | Als speler van Deportivo Cali              | Als speler van Deportivo Cali              |
| ------------------------------------------ | ------------------------------------------ | ------------------------------------------ | ------------------------------------------ | ------------------------------------------ | ------------------------------------------ |
| 1                                          | 27 oktober 1985                            | Paraguay – Colombia                        | 3 – 0                                      | WK-kwalificatie                            | 0                                          |
| 2                                          | 3 november 1985                            | Colombia – Paraguay                        | 2 – 1                                      | WK-kwalificatie                            | 0                                          |
| 3                                          | 30 maart 1988                              | Colombia – Canada                          | 3 – 0                                      | Vriendschappelijk                          | 0                                          |
| 4                                          | 5 februari 1989                            | Colombia – Chili                           | 1 – 0                                      | Vriendschappelijk                          | 0                                          |